# Järlåsa
Järlåsa est une localité de Suède dans la commune d'Uppsala située dans le comté d'Uppsala.
Sa population était de 554 habitants en 2019.

## Personnalités
- Åke Hök (1889-1963), colonel des Forces armées suédoises et cavalier suédois de saut d'obstacles, est né à Järlåsa.